# Alföld
Az Alföld (vagy régebben: Nagy Magyar Alföld) morfológiailag az eurázsiai sztyeppevidék legnyugatibb területe, kiterjedése kb. 100 000 km² (ebből a mai Magyarország területére 52 000 km² esik). Keletkezését és szerkezetét tekintve azonban medencekitöltő üledék, és a Kárpátok íve földrajzilag is határozottan elválasztja tőlük. Túlnyúlik az országhatáron több irányba is.

## Kialakulása
Az Alföld az új idő negyedidőszakában a pleisztocén korban keletkezett. Az Alföld területét a folyók, és a szél alakította mai arculatára. A folyók a hegységek lábánál hordalékkúpokat és elhagyott medreik mentén vastag üledéket raktak le. Ilyen például a Nyírség, a Kiskunság, a Mátra-alja, valamint a Bükkalja. A hordalékkúpok anyagából a szél homokot halmozott fel (Kiskunság; Nyírség), máshol vastag lösztakarót terített szét (Mezőföld; Bácskai-löszhát; Hajdúság; Maros-Körös köze; Nagykunság).

## Elhelyezkedése
Az Alföld területe 5 országra terjed ki:
- Magyarország: északon az Északi-középhegységig, nyugaton a Balatonig és a Dunántúli-dombságig terjed ki.
- Ukrajnában a Kárpátaljai hegylábtól délnyugatra fekvő kis területre nyúlik ki az Alföld.
- Romániában a Kárpátok és az Erdélyi szigethegységtől nyugatra található a Kelet-Alföld.
- Szerbiában a Vajdaság területére terjed ki az Alföld.
- Horvátorszában kis területen Horvátországba is átnyúlik.

## Földrajz

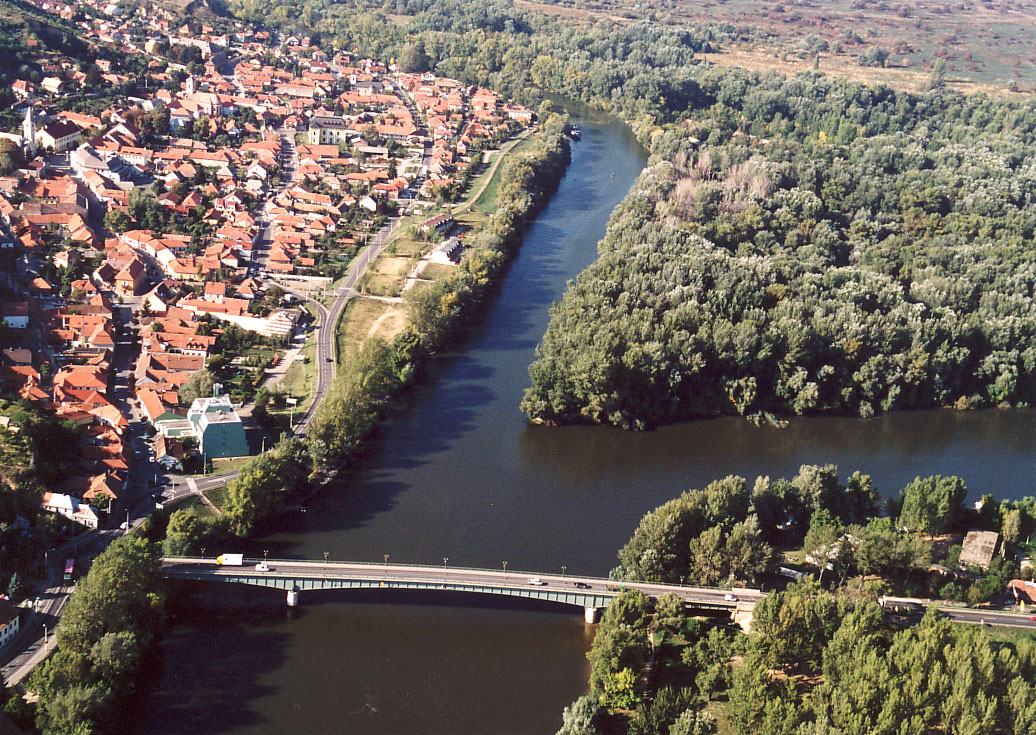
A Tisza és a Bodrog találkozása Tokajnál

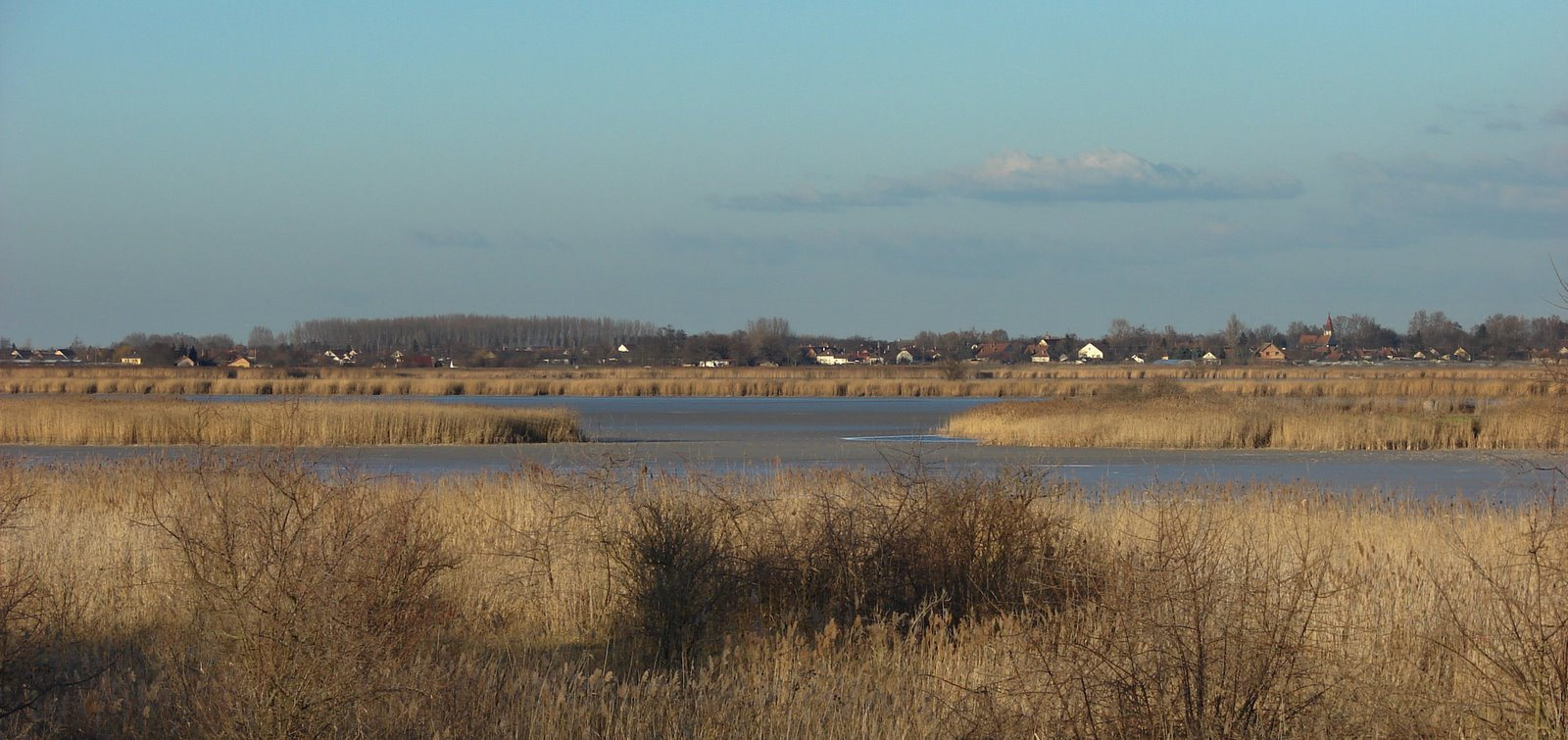
A Fehér-tó Szeged mellett

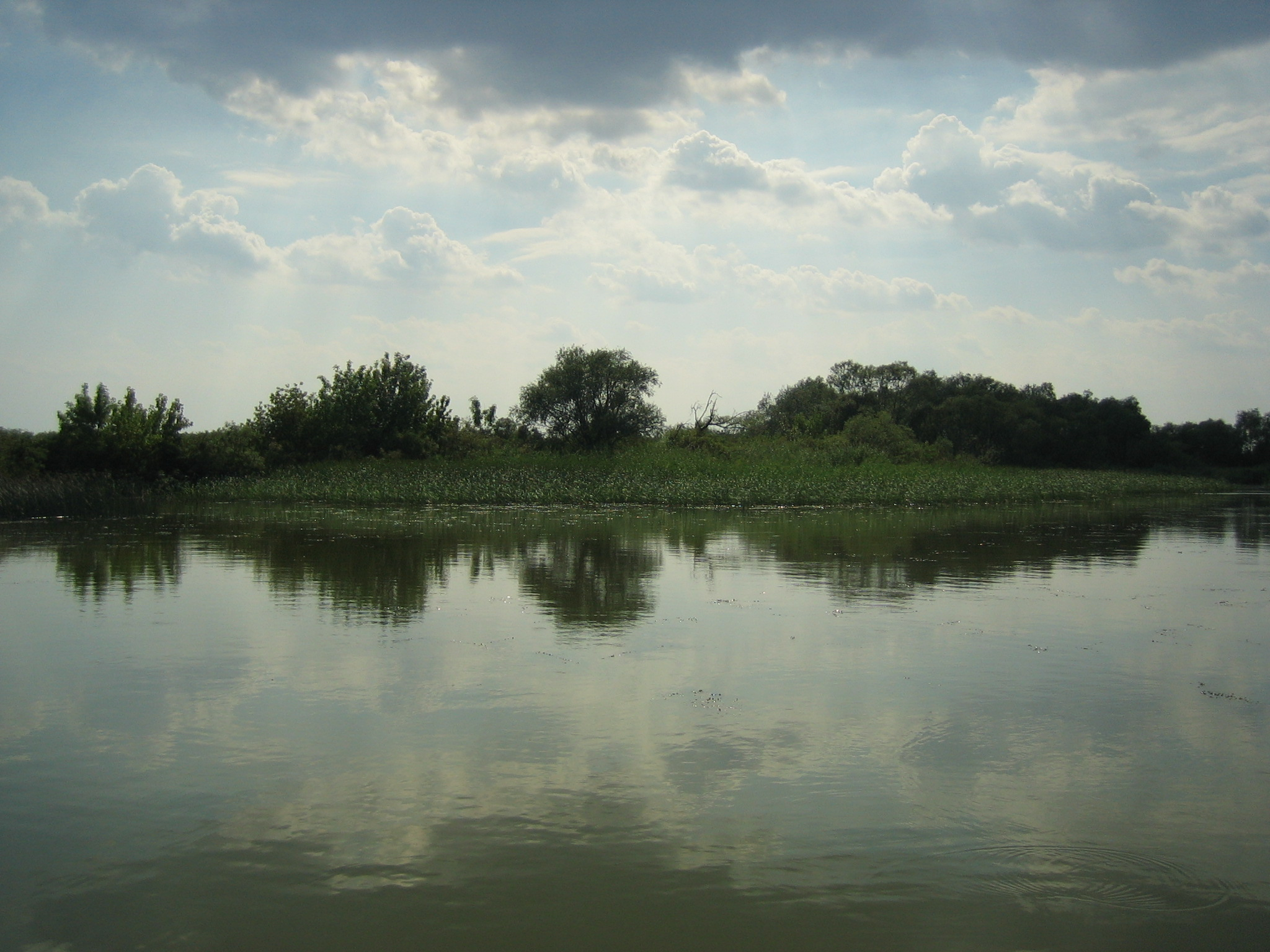
A Tisza-tó

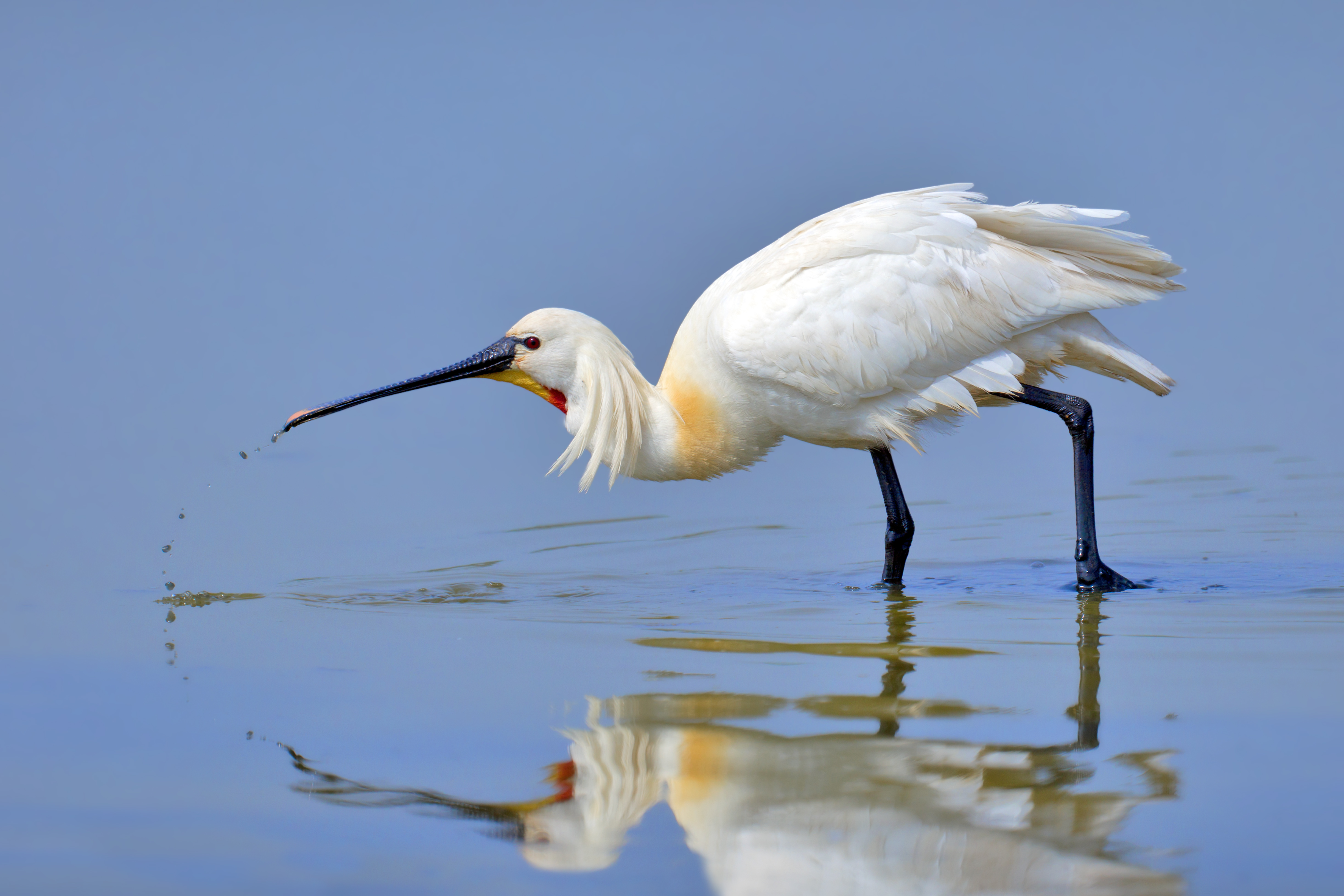
Kanalasgém

### Domborzat

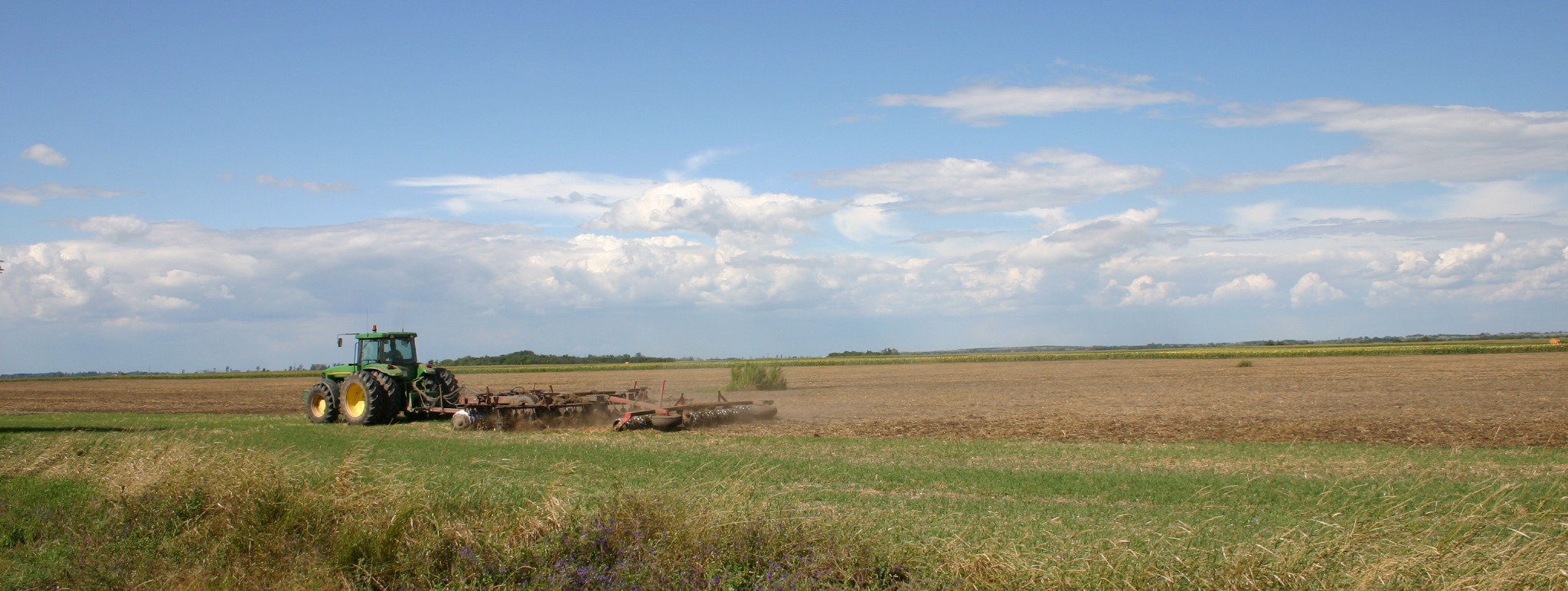
Magányos traktor szánt az Alföldön

A terület tökéletes síkság, a szintkülönbségek elenyészőek. A felszínt a folyók munkája alakította. Lösz és homok borítja.
Itt található a Kárpát-medence legmélyebb pontja, amiért egy Tiszasziget-től kb. 2 km-re található pont, és Gyálarét Lúdvár nevű területe versenyez, mindkettő tengerszint feletti magassága 75,8 méter. Az Alföld magasabb pontjai szétszórva helyezkednek el. Alföldi homokvidékeken találhatók a nagytáj magasabb pontjai. A nyírségi Hoportyó 183 méter, az Illancsi Ólom-hegy 174 méter magas. A kiskunsági homokhát északi részének legmagasabb pontja a Pusztavacs külterületén fekvő Strázsa-hegy (150 méter). Az Alföld legmagasabb buckái a Deliblát környékén húzódó homokvidéken találhatóak, itt a 210 méteres tengerszint feletti magasságot is elérik a homokdombok, ezzel 140 méterrel haladják meg a környező területek szintjét.
Barabás községtől északkeletre fekszik az Alföld legmagasabb, nem homokvidékekhez tartozó pontja. A magyar-ukrán határon fekvő vulkáni szigethegy (Kaszonyi-hegy) 240 méter magas, ennek a határ magyar oldalán lévő legmagasabb pontja a Batka-tanyától északkeletre lévő Bárci-tető, amely 219 méter magas. A Tarpához közeli, löszbe temetett vulkáni rom (Tarpai Nagy-hegy) 154 méterre emelkedik.

### Vízrajza
Az Alföldön inkább kisebb tavak találhatóak, közülük sok mesterséges, de a folyóvizei között jelentősek is vannak.

#### Folyóvizek
Az Alföld legfontosabb folyói a Duna és a Tisza. A két folyó fontosabb mellékfolyói az Alföldön (folyásirány szerint):
Duna:
1. Sió

Tisza:
1. Szamos
2. Bodrog
3. Sajó
4. Zagyva
5. Körös
6. Maros

#### Állóvizek
A nagytáj vidékét többnyire kisebb tavak tarkítják, a természetes szíkes tavak (mint például a Szeged melletti Fehér-tó) mellett számos mesterséges akad. A folyószabályozások során lefűződött holtágak medreit keskeny és mély csatornákká alakították, hogy a belvizeket el-, az öntözővizeket pedig a szántóföldekhez vezessék. Szabályozták az áramlásuk irányát és a vizük mennyiségét. Az aszályos időszakokban csapolják a talajvizet.
A legnagyobb állóvíz az Alföld területén a Kiskörei-víztározó, más néven a Tisza-tó. Szintén jelentős még a madárvonulások miatt is a Fehér-tó, illetve a Biharugrai halastavak, de a Dögös-Kákafogi holtág is Szarvas és Békésszentandrás között, ami Magyarország 4. legnagyobb állóvize.[forrás?]

### Éghajlat
Nagy általánosságban síkvidéken 145 kilométerenként haladva észak felé átlagosan 1 fokkal csökken az adott terület átlaghőmérséklete. Tehát Baján 1 fokkal magasabb az átlaghőmérséklet, mint Budapesten. A klímaváltozás miatt gyakoribbá vált aszályos időszakok következményeként csapadék és öntözés hiányában a növényzet tartós kipusztulása prognosztizálható. (Különösen a Duna–Tisza közi homokhátságon.)

## Élővilága
Az Alföldön sok madár, hüllő és kétéltű él, a növények között pedig főleg gabonát és tavakban, tavak körül élő növényeket találunk. Híres a főleg az Alföldön, azon belül is a Hortobágyon tenyésztett szürkemarha.

### Állatvilága
- A túzok Európa legnagyobb madara. A hazai állomány nagy része az Alföldön él. A nyílt területek, sztyeppék, zavartalanabb legelők madara.
- A mocsári békával sík- és dombvidéken a nedves, mocsaras részeken, árterületeken találkozhatunk.
- A kanalasgém a zavartalan nádasok telepesen fészkelő madara.
- A rézsikló kedvelt tartózkodási helyei a napsütötte, száraz, köves, bozótos hegyoldalak és lejtők, de a sík területek mocsaras részét is kedveli.
- A nyugati földikutya jelenleg csak az Alföld néhány pontján él (pl.: Battonya-Kistompapuszta).
- A bíbicek a legfőbb énekes madarak az Alföldön.

### Növényvilága
Az Alföld az Eupannonicum flóravidék része; növénytársulásait a flóravidék leírásánál ismertetjük.
Flórajárásai:
- Mezőföld és Solti-síkság (Colocense flórajárás);
- Duna–Tisza köze (Praematricum flórajárás);
- Dél-Alföld és Dráva-sík (Titelicum flórajárás) – a Dráva-síkot egyes szerzők önálló Dravense flórajárásként (Dráva-melléki flórajárás) elkülönítik;
- Tiszántúl (Crisicum flórajárás);
- Nyírség (Nyírségense flórajárás);
- Észak-Alföld (Samicum flórajárás);

A 19. század vízgazdálkodásának nagyszabású folyószabályozásai és lecsapolási beavatkozásai előtt az erdős sztyeppvidékeket a rendszeresen kiöntő nagy vízhozamú folyók bonyolult kanyarulatai mentén kiterjedt mocsaras és láprétes vizes élőhelyek tarkították. Napjainkra területének zöme a mezőgazdasági művelésbe intenzíven bevont, megművelt szántóterület, ahol főként búzát, kukoricát, napraforgót, burgonyát, repcét, lucernát, cukorrépát, dohányt, zöldségeket, szőlőt, kajszibarackot és gyümölcsöket termesztenek.

## Ásványkincsek
Ásványkincsekben ugyan szegény, de hévizekben gazdag az Alföld, és innen származik a hazai kőolaj- és földgázkészlet 90%-a.

## Az Alföld résztájai
Északon:

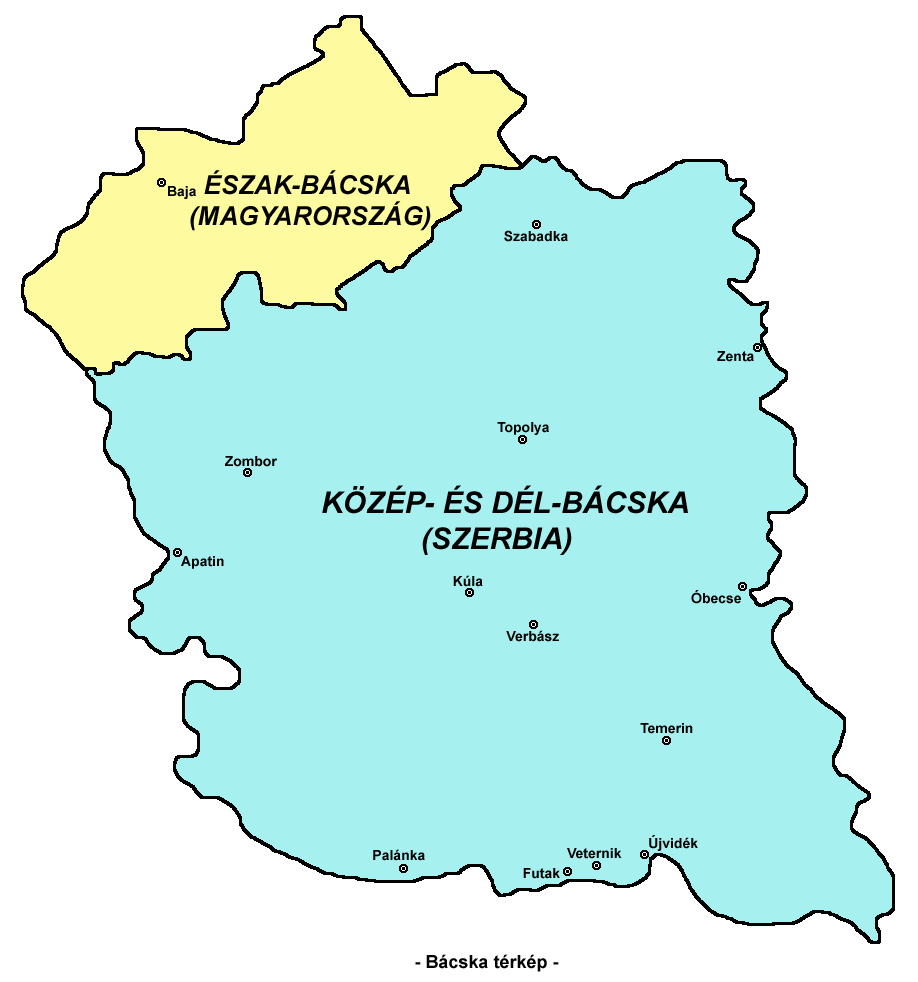
Bácska részei

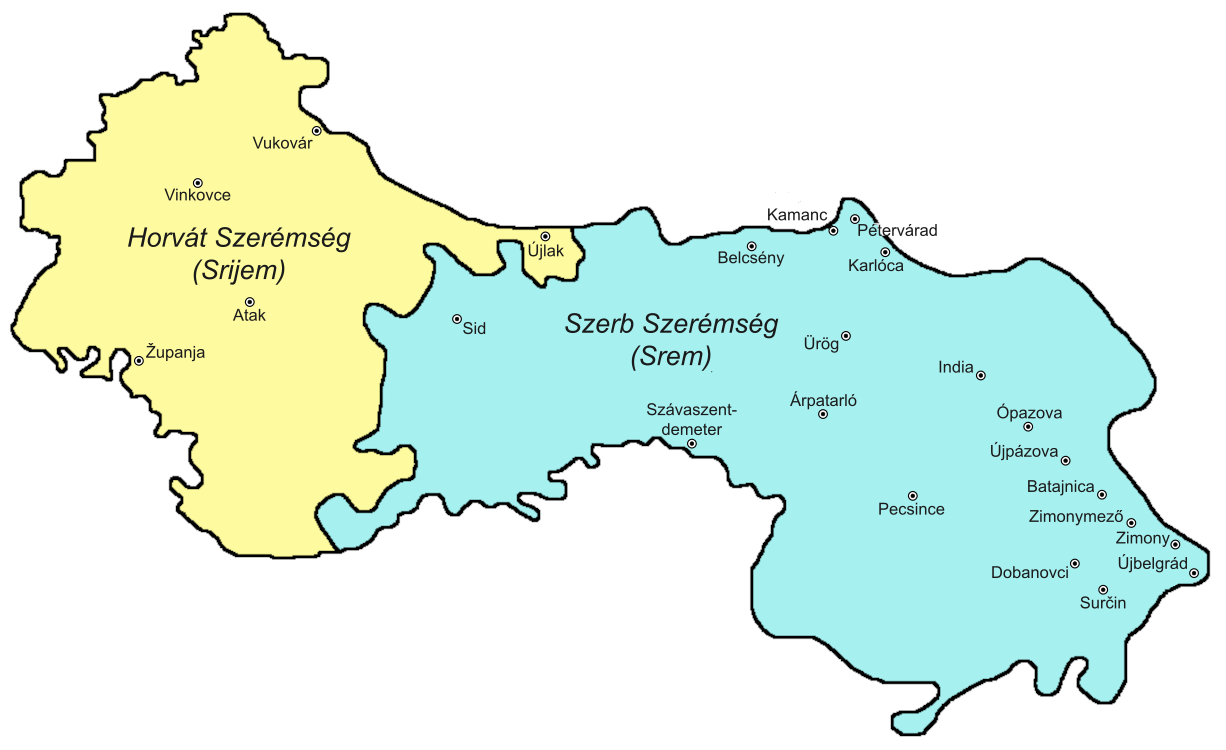
A Szerémség városai

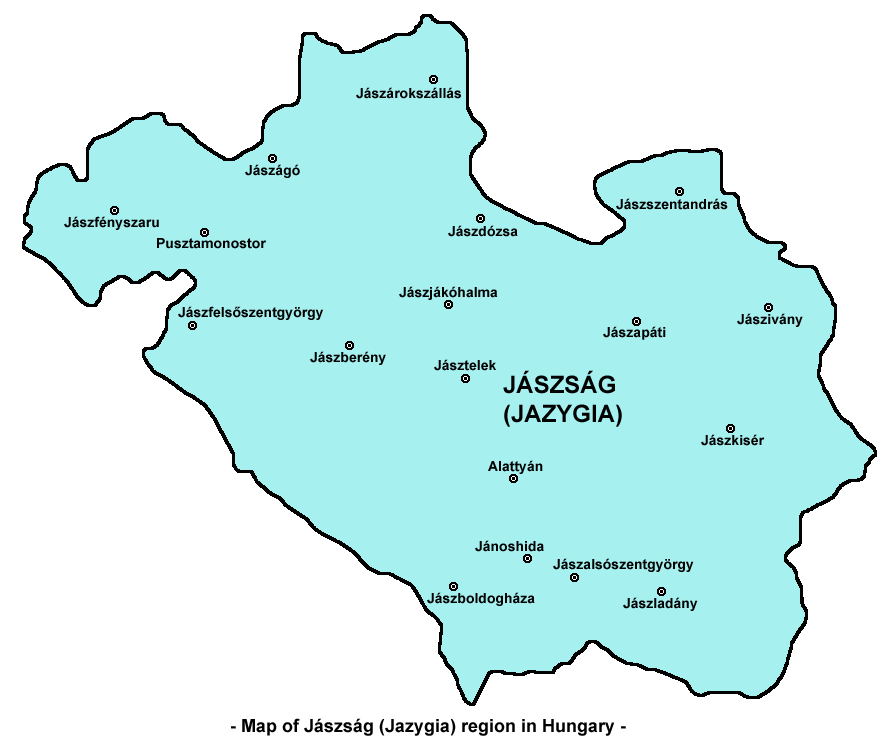
A Jászság városai

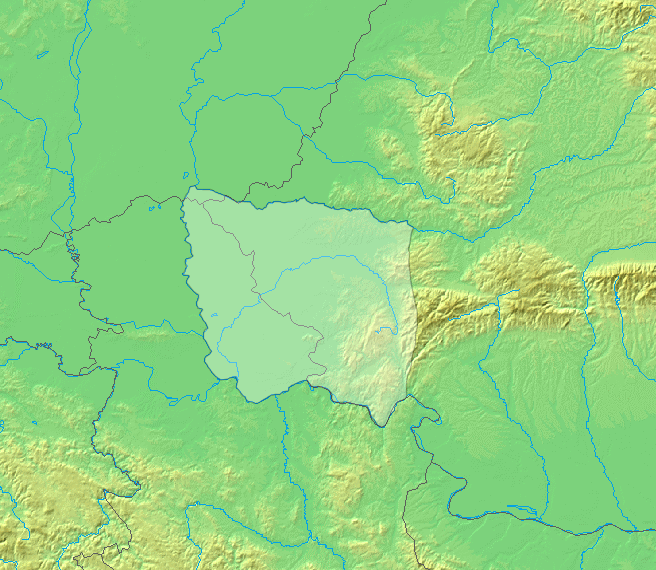
A Bánság elhelyezkedése

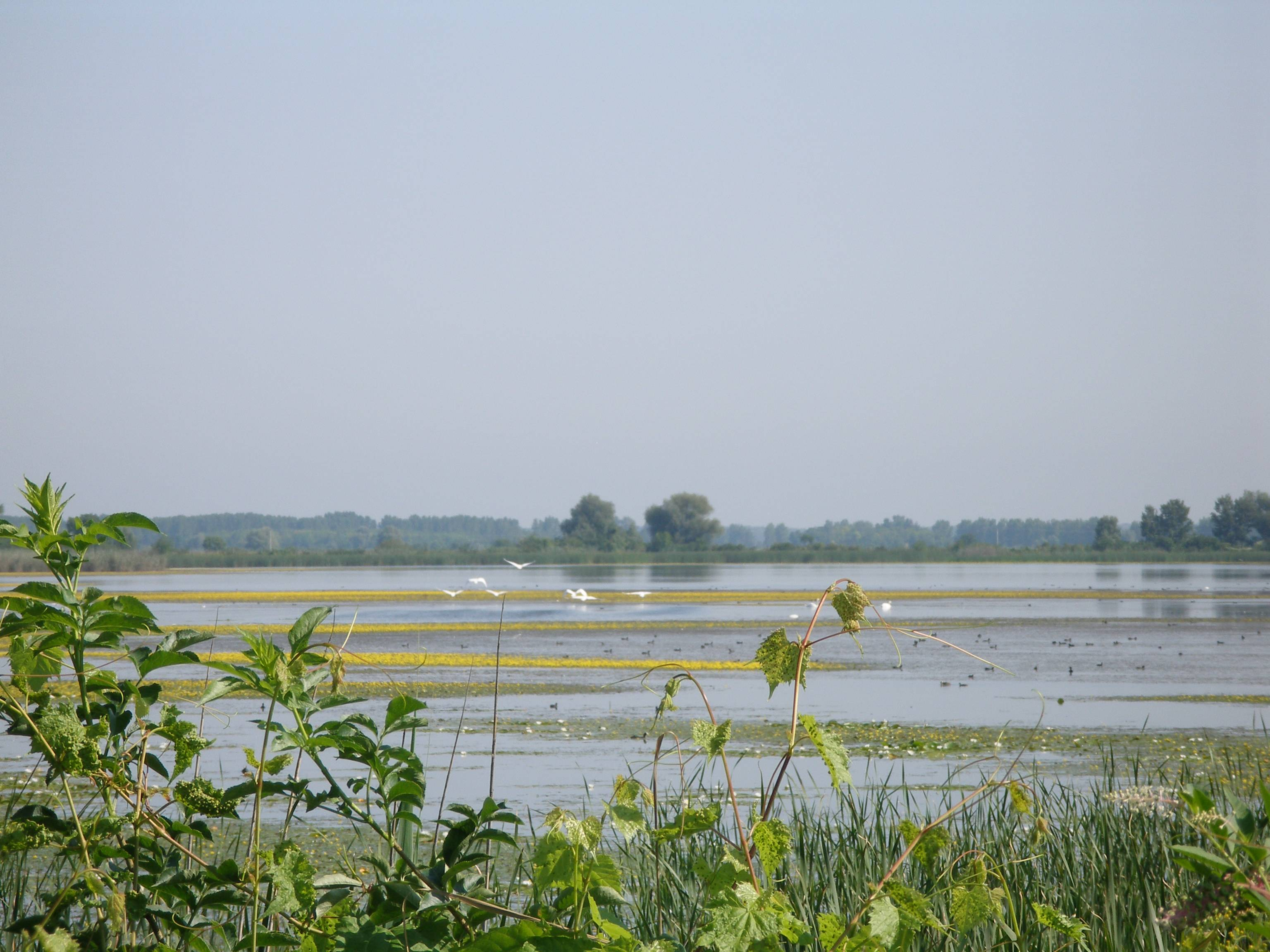
A Drávaköz általános képe

- Felső-Tisza-vidék (két fő része: a Bodrogköz, amely Magyarország és Szlovákia között húzódik, valamint a Szatmár-Beregi-síkság, amelynek keleti része, a Kárpátaljai-alföld Ukrajnához, nyugati része, a Szatmári-síkság pedig zömében Romániához tartozik) – Magyarország, Románia, Szlovákia, Ukrajna
- Zempléni-sík (szlovák: Potiská nížina) – Szlovákia

Nyugaton:
- Dunántúli Alföld (legnagyobb tájegysége a Mezőföld) – Magyarország
- Duna–Tisza köze (a déli részét Bácskának hívják) – Magyarország, Szerbia

Keleten:
- Tiszántúl (legnagyobb tájegysége a Körösvidék, román neve: Crișana) – Magyarország, Románia
- Felső-Tisza-vidék (két fő része: a Bodrogköz, amely Magyarország és Szlovákia között húzódik, valamint a Szatmár-Beregi-síkság, amelynek keleti része, a Kárpátaljai-alföld Ukrajnához, nyugati része, a Szatmári-síkság pedig zömében Romániához tartozik) – Magyarország, Románia, Szlovákia, Ukrajna
- Zempléni-sík (szlovák: Potiská nížina) – Szlovákia

Délen:
- Drávamenti-síkság (horvát: Podravska ravnica, horvátországi részét az Eszéki-sík és a Drávaköz, magyarországi részét a Drávamellék alkotja) – Horvátország, Magyarország
- Alsó-Száva-síkság (szerb és horvát: Posavska ravnica, fő tájegysége a Szerémség, amelynek nyugati része Horvátországhoz, keleti része Szerbiához tartozik) – Bosznia és Hercegovina, Horvátország, Szerbia
- Temesköz (Câmpia Timișuluia, Tamiška ravnica) – Románia, Szerbia, Magyarország

A kisebb tájakat három részre csoportosíthatjuk:
- hordalékkúpok
- lösztakarós tájak
- árterek

### Hordalékkúpok
A folyók a hegységek lábánál hordalékkúpokat hagytak maguk után. Az elhagyott medreik mentén vastag üledékréteget raktak le. Ilyen tájak:
- Kiskunság
- Nyírség
- Mátraalja
- Bükkalja
- Maros hordalékkúpja
- Pesti-síkság

### Lösztakarós tájak
A hordalékkúpok anyagát a szél felhalmozta a homokot máshol lösztakarót terített szét. Ilyen táj például:
- Mezőföld
- Bácskai-löszhát
- Hajdúság
- Körös-Maros köze
- Nagykunság

### Árterek
- Bodrogköz
- Jászság
- Hortobágy
- Szatmári-síkság
- Beregi-síkság
- Körösök vidéke
- Solti-síkság
- Sárköz
- Mohácsi-sziget
- Drávamellék

## Az Alföld az egyes országokban

### Magyarország

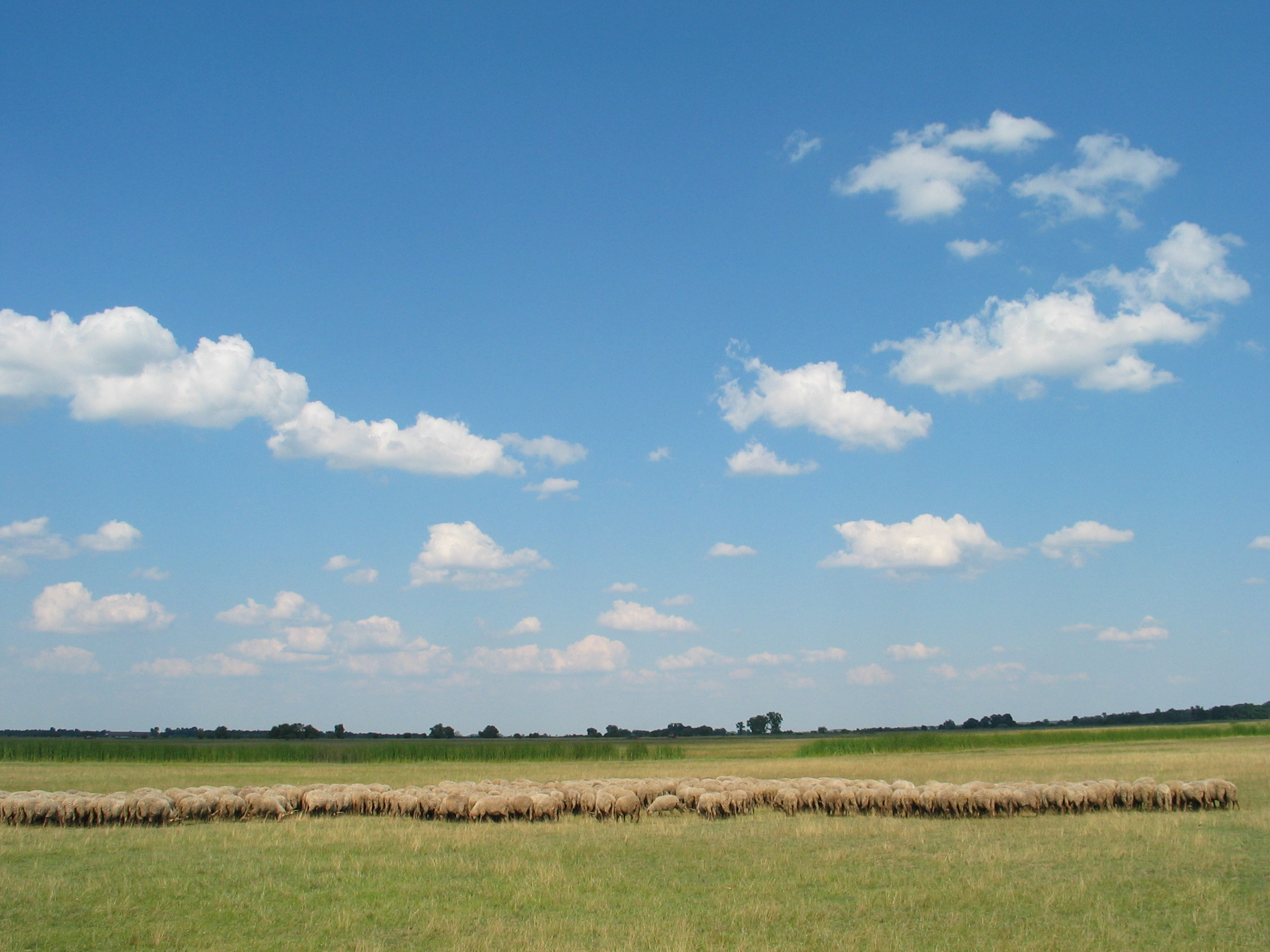
Hortobágyi Nemzeti Park

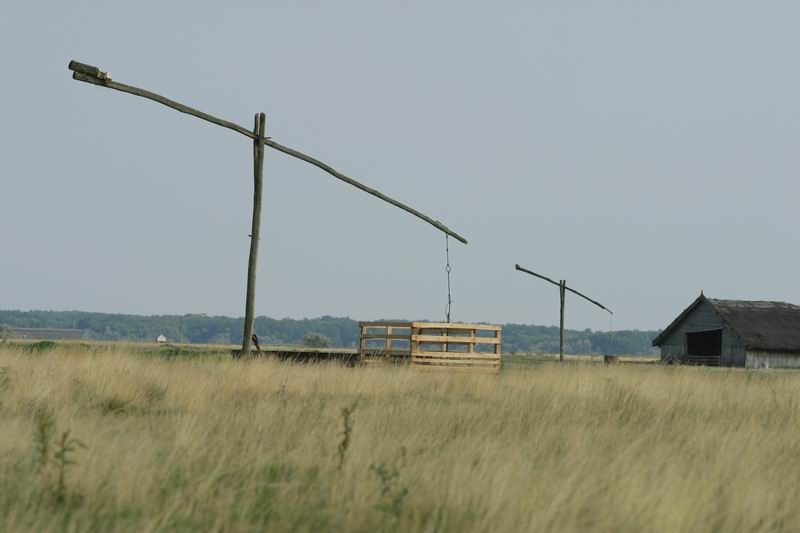
Gémeskút a hortobágyi pusztán

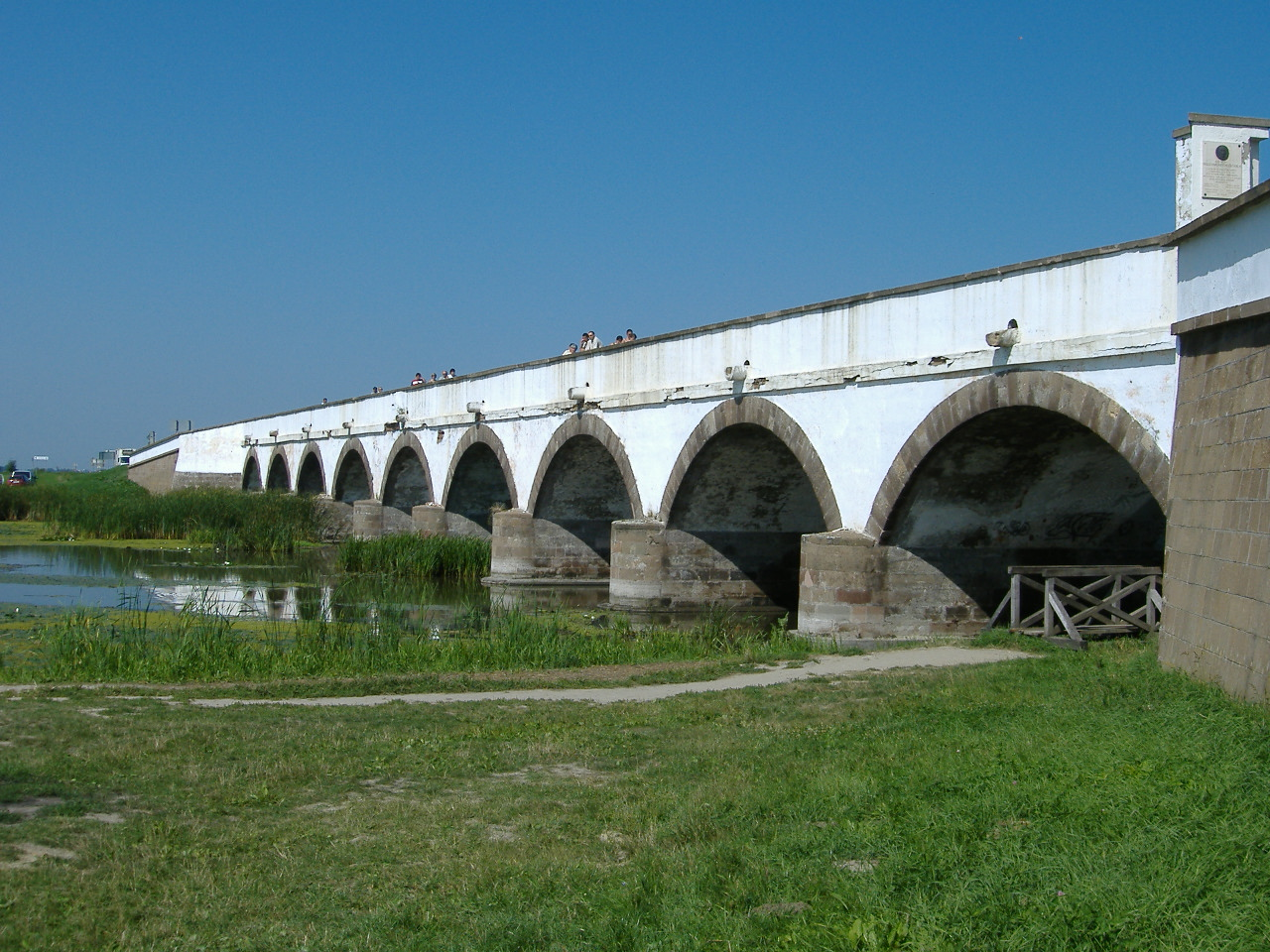
A hortobágyi kilenclyukú híd

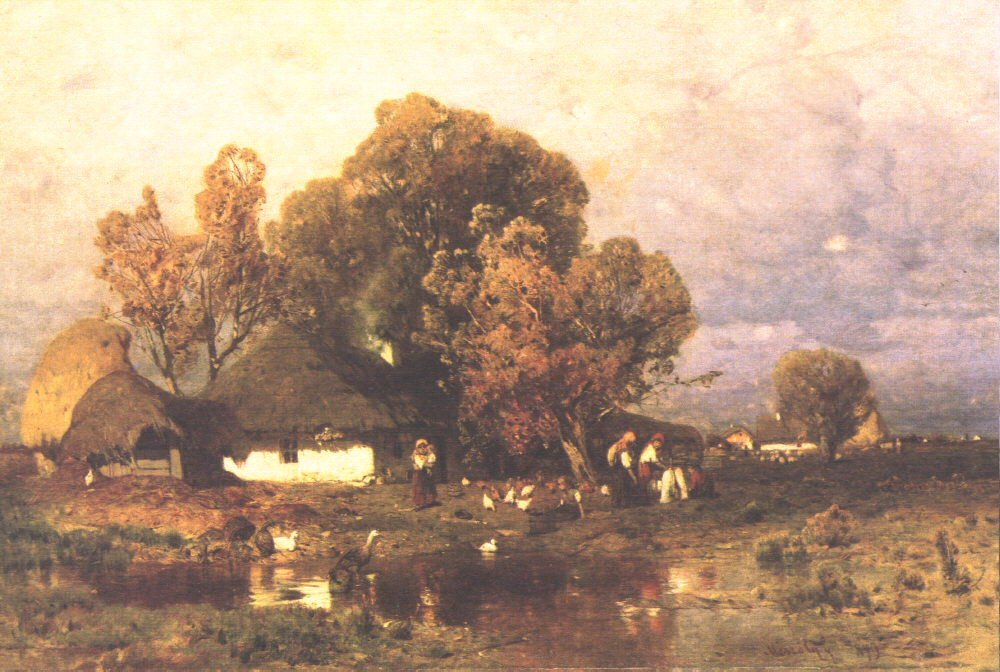
Alföldi tanya a 19. században (Mészöly Géza festménye)

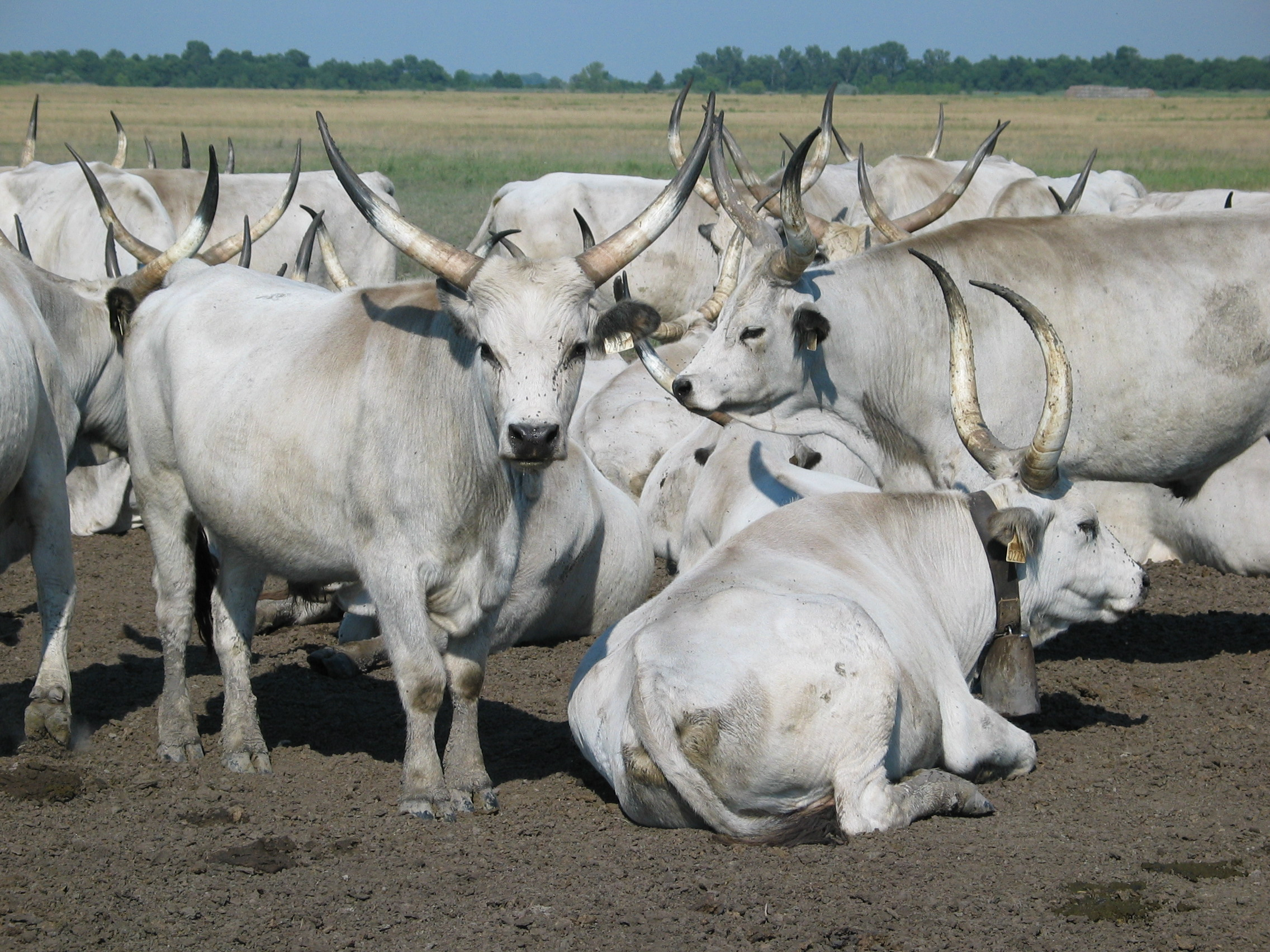
Szürkemarha-csorda

Az Alföld Magyarország legnagyobb tájegysége. Kiterjedése kb. 52 000 km², ami az ország 56%-át jelenti. Az Alföld magyarországi határait az Északi-középhegység, keleten és délen az országhatár, nyugaton a Dunántúli-dombság és a Dunántúli-középhegység alkotják.
A magyarországi Alföld legmagasabb pontja Hoportyó (183 m), legalacsonyabb pontja Tiszasziget közelében van (75 m). A tökéletesen sík vidékek és a valamivel magasabb hátságok váltakoznak.
A magyarországi Alföld két fő régiója:
- Észak-Alföld
- Dél-Alföld

A magyarországi Alföld Megyei jogú városai: Békéscsaba, Debrecen, Hódmezővásárhely, Kecskemét, Nyíregyháza, Szeged, Szolnok
A Hortobágyi Nemzeti Park és a Kiskunsági Nemzeti Park egyaránt az Alföld területén található.
Az Alföld híres a termálvizes gyógyfürdőiről: Berekfürdő, Cserkeszőlő, Gyula, Hajdúszoboszló, Csongrád, Szentes, Szolnok és Kisújszállás
Az Alföldet számos itt született magyar író és költő örökítette meg alkotásaiban, a leghíresebbek Petőfi Sándor, Arany János, Juhász Gyula, Móra Ferenc és Móricz Zsigmond.
Az Alföld egyéb neves szülöttei közé tartozik Bay Zoltán fizikus, Irinyi János vegyész, a zajtalan gyufa feltalálója, Korányi Frigyes orvos.
A magyarországi Alföld kulturális-turisztikai eseményei a jászberényi Csángó Fesztivál, a nagykörűi Cseresznyefesztivál, a szolnoki Gulyásfesztivál, a hortobágyi Hídi Vásár, az ópusztaszeri Hunniális, a Szegedi Szabadtéri Játékok, a gyulai Várjátékok, a Debreceni Virágkarnevál és a bajai halászléfőző verseny.
A magyarországi Alföld a következő földrajzi közép- és kistájakra oszlik:
- Duna menti síkság: Vác–Pesti-Duna-völgy, Pesti-hordalékkúpsíkság, Csepeli-sík, Solti-sík, Kalocsai-Sárköz, Tolnai-Sárköz, Mohácsi-sziget, Mohácsi teraszos sík;
- Duna–Tisza közi síkvidék: Gerje–Perje-sík, Pilis–Alpári-homokhát, Kiskunsági-homokhát, Bugaci-homokhát, Dorozsma–Majsai-homokhát, Kiskunsági löszös hát;
- Bácskai-síkvidék: Illancs, Bácskai löszös síkság;
- Mezőföld: Érd–Ercsi-hátság, Váli-víz síkja, Közép-Mezőföld, Velencei-medence, Sárrét, Sárvíz-völgy, Dél-Mezőföld, Enyingi-hát, Káloz–Igari-löszhátak, Sió-völgy;
- Dráva menti síkság: Dráva-sík, Fekete-víz síkja, Nyárád–Harkányi-sík;
- Felső-Tisza-vidék: Beregi-sík, Szatmári-sík, Bodrogköz, Rétköz;
- Közép-Tisza-vidék: Taktaköz, Borsodi-ártér, Hevesi-ártér, Szolnoki-ártér, Jászság, Tiszafüred–Kunhegyesi-sík, Szolnok–Túri-sík, Tiszazug, Hortobágy;
- Alsó-Tisza-vidék: Marosszög, Dél-Tisza-völgy;
- Észak-alföldi-hordalékkúpsíkság: Hatvani-sík, Tápió-vidék, Gyöngyösi-sík, Hevesi-sík, Borsodi-Mezőség, Sajó–Hernád-sík, Harangod;
- Nyírség: Közép-Nyírség, Északkelet-Nyírség, Délkelet-Nyírség, Dél-Nyírség, Nyugati-Nyírség (Löszös-Nyírség);
- Hajdúság: Hajdúhát, Dél-Hajdúság;
- Berettyó–Körös-vidék: Dévaványai-sík, Nagy-Sárrét, Berettyó–Kálló köze, Érmelléki löszös hát, Bihari-sík, Kis-Sárrét, Körös menti sík;
- Körös–Maros köze: Csanádi-hát, Békési-hát, Békési-sík, Csongrádi-sík, Körösszög.[11]

### Szlovákia
Az Alföld szlovákiai része a Zempléni-sík, szlovákul Východoslovenská nížina vagy Potiská nížina.

### Ukrajna
Az Alföld ukrajnai része a Kárpátaljai-alföld (ukránul Zakarpatszka nizovina).

### Románia
A magyar szakirodalomban Kelet-Alföld néven szerepel az Alföld Romániában található hosszú, keskeny keleti sávja. Három nagy tájegysége a Szatmári-síkság romániai része (Câmpia Someșului), a Körösvidék (Crișana) és a Temesköz romániai része (Câmpia Timișului). A Kelet-Alföldbe geopolitikai kifejezésként gyakran az Alföld peremén fekvő Északkeleti-Kárpátok, Erdélyi-középhegység és Bánsági-hegyvidék egyes részeit is beleértik („a Magyar Királyságtól Romániához csatolt Erdély és Kelet-Alföld”). Ebben a tágabb értelemben a Kelet-Alföld a Partium történelmi tájegység egészét és a Bánság történelmi régió keleti részét foglalja magában. A román szóhasználatban ugyanakkor nem beszélnek Kelet-Alföld geopolitikai régióról, a területet Erdély (Transilvania) részének tekintik.

### Szerbia
Az Alföld szerbiai részének zöme a Vajdaságban terül el. Ennek három tájegysége Dél-Bácska (Bačka), Nyugat-Bánság (Banat) és a Kelet-Szerémség (Srem).

### Horvátország
Az Alföld horvátországi részének két nagy tájegysége a Drávaszög vagy Baranya-háromszög (Baranja) és a Szlavón-síkság (Slavonska ravnica), ezen belül a Nyugat-Szerémség (Srijem).